# Georg Friedrich Wilhelm Rümker
Georg Friedrich Wilhelm Rümker (Ottensen, 31 dicembre 1832 – Amburgo, 3 marzo 1900) è stato un astronomo tedesco.

## Biografia
Nacque ad Amburgo, Georg Rümker era il figlio di Carl Ludwig Christian Rümker. Fu astronomo presso l'Osservatorio di Durham, in Inghilterra, dal 1853 al 1856. In seguito divenne assistente presso l'Hamburger Sternwarte (Osservatorio di Amburgo), successivamente a Stadtwall, e nel 1862 fu nominato direttore. Servì come direttore fino alla sua morte nel 1900. Gli succedette Richard Schorr.